# CZ 2075 RAMI
Le CZ 2075 RAMI est un pistolet semi-automatique de calibre 9 mm Luger ou .40 S&W produit par Česká zbrojovka (CZ) depuis 2006. Le nom RAMI provient des prénoms des créateurs de l’arme : Radek Hauerland et Milan Trkulja. Il s’agit du premier pistolet subcompact de calibre 9 mm Luger (9x19mm) développé par Česká zbrojovka. Il existe une version CZ 2075 D RAMI muni d’un decocker à la place de la sécurité classique.

## Utilisateurs
- Slovaquie : Police [2]